# Geraldine Farrar
Geraldine Farrar   (Melrose, 28 de febrer de 1882 - Ridgefield, 11 de març de 1967) va ser una soprano i actriu estatunidenca.
El seu pare fou un famós jugador de beisbol que no s'oposà a la gran disposició de Geraldine vers la música i, així, estudià piano. A l'edat de 14 anys la futura cantant donà un concert a Melrose, i fou molt aplaudida. Va estudiar cant a Boston, Nova York, en aquesta última ciutat amb Emma Cecilia Thursby, i París i Berlín amb la famosa soprano Lilli Lehmann. En aquesta darrera ciutat va debutar l'any 1901, amb un gran èxit en el paper de Margarida de Faust, de Charles Gounod, i després en els principals papers de Mignon, d'Ambroise Thomas, Manon, de Jules Massenet, i Julieta de Romeu i Julieta, del mateix Gounod. Geraldine Farrar va comptar entre els seus admiradors berlinesos el príncep hereu Guillem, amb qui segons sembla va mantenir un idil·li l'any 1903.
El 1904 a Montecarlo canta La Bohème al costat de Caruso i el 1905 prengué part en l'estrena d'Amica, de Mascagni, en substitució de la Calvé, que havia emmalaltit. Des del 1906 el seu repertori es va estendre a òperes especialment difícils com Don Carlos (Verdi), Tannhäuser (Wagner), Le Roi de Lahore (Massenet) i fou intèrpret a Varsòvia d’L'Ancêtre, de Saint-Saëns. La soprano Lehman la crida per a cantar el rol de Na Elvira a Don Giovanni a Salzburg, conquistant aquella fama que suposaria el seu passaport per al Metropolitan.
Debutà en el Gran Teatre de Nova York el 26 de novembre de 1906 amb Roméo et Juliette, de Gounod, iniciant així una col·laboració que s'allargà fins al 1922. El 1916 va contraure matrimoni amb l'actor Lou Tellegen, a qui tingué a més com a partenaire en moltes pel·lícules que la Farrar, en el cim de la popularitat, rodà a Hollywood entre 1915 i 1919. Més que les seves dots vocals (un xic limitades en el registre agut) la cantant es beneficià de la seva gran bellesa i d'un fort temperament que la portaren, a Amèrica, a una popularitat equivalent, en el terreny femení, a la del mateix Caruso.
Els grans recursos escènics del seu temperament estigueren en estreta connexió amb les seves eleccions de repertori: Tosca, Carmen, Manon de Massenet, Madama Butterfly, Suor Angelica, fins a arribar a la Zazà de Leoncavallo, òpera en què el 22 d'abril de 1922, s'acomiadà dels escenaris en el Metropolitan. Però encara realitzà alguna gira de concerts acompanyada pel violoncel·lista rus Joseph Malkin.
Geraldine Farrar, amb la seva gran personalitat, desencadenà un fanatisme que anticipà el que posteriorment les grans masses reservarien als divos del cinema. Les seves seguidores (les Gerry-flappers) adoptaren les seves posses, el seu maquillatge, la seva manera de vestir. Tingué un ample repertori i fou de les primeres cantants que enregistraren discs. El 1915 fou la protagonista d'una versió cinematogràfica de Carmen a la qual seguiren unes quinze pel·lícules més, entre les quals destaca Joan the Woman, de Cecil B. DeMille, de 1916. El 1916 i 1938 publicà dos llibres de fons autobiogràfic.
Va morir l'any 1967, d'un infart de miocardi als 85 anys. Està soterrada al cementeri Kensico de Valhalla, a l'Estat de Nova York.

## Filmografia
- Carmen (1915)
- Temptation (1915)
- Maria Rosa (1916)
- Joan the Woman (1916)
- The Woman God Forgot (1917)
- The Devil Stone (1917)
- The Turn of Wheel (1918)
- The Bonds That Tie (1918)
- The Hell Cat (1918)
- Shadows (1919)
- The Stronger Vow (1919)
- The World and Its Woman (1919)
- Flame of the Desert (1919)
- The Woman and the Puppet (1920)
- The Riddle: Woman (1920)